# Shantungosuchus
Shantungosuchus is een geslacht van uitgestorven Crocodyliformes uit het Vroeg-Krijt, gevonden in China. 

## Naamgeving
Shantungosuchus omvat de drie soorten Shantungosuchus chuhsienensis en Shantungosuchus brachycephalus, die beide werden beschreven door Yang Zhongjian - vroeger meestal aangeduid als 'Young' - in 1961 en 1982, en Shantungosuchus hangjinensis, die werd beschreven in 1994 door Xiao-Chun Wu et alii. De typesoort is Shantungosuchus chuhsienensis. Het primaire deel van de naam Shantungosuchus komt van Shan-tung, de Wade-Giles-romanisering van Shandong (vereenvoudigd Chinees: 山东; traditioneel Chinees: 山東; pinyin: Shāndōng; Wade-Giles: Shan1tung1), een provincie aan de oostkust van de Volksrepubliek China, waar het voor het eerst werd ontdekt. Het tweede deel, suchus is een Oudgrieks woord souchos dat verwijst naar de Egyptische krokodillengod Sobek, dat vaak wordt gebruikt als achtervoegsel voor crocodylomorfe geslachten en krokodilachtige dieren in het algemeen. De soortaanduiding verwijst naar de herkomst bij de stad Chuhsien.
Shantungosuchus chuhsienenis werd voor het eerst beschreven vanuit een gearticuleerd skelet dat werd bewaard als een afdruk van het ventrale oppervlak, holotype IVPP V 1484. Het werd gevonden op de Tashanheuvel.
Shantungosuchus brachycephalus Young 1982, de 'kortkop', is gebaseerd op holotype IVPP V 4020, een skelet met schedel.
Shantungosuchus hangjinensis is vernoemd naar de Hangii Qi (prefectuur Hangii) in Binnen-Mongolië. Het holotype is IVPP V.10097, gevonden bij Laolonghuoze.

## Beschrijving
Shantungosuchus chuhsienenis onderscheidde zich door zijn kleine formaat, slanke lichaam en driehoekige schedel van de Atoposauridae.
Shantungosuchus behoort tot de Protosuchia, een informele groep vroege verwanten van de krokodilachtigen die allemaal vrij klein waren, ongeveer een meter lang, en landbewonend in plaats van aquatisch. Ze zijn het gemakkelijkst te onderscheiden van andere krokodilachtigen door hun korte premaxilla en maxilla, een transversaal brede beenplaat op het jukbeen en een paar posterolateraal divergerende richels op de pterygoïde en twee grote verlagingen op het wiggenbeen. De hoekige vorm van de rest van de schedel is afwezig in het posterolaterale gedeelte van het kaakbeen. De dentaria nabij de symphysis zijn oppervlakkig asymmetrisch. Alle bekende vormen van Shantungosuchus hebben ook een vierkante fossa op het jukbeen en een bladvormig verhemeltebeen.

## Taxonomie
Twee van de soorten Shantungosuchus, waaronder het type, werden in 1961 beschreven door Yang Zhongjian (hier aangeduid als C.C. (Chung Chien) Young). Sinds de beschrijving van Shantungosuchus chuhsienensis bestaat er onzekerheid over de plaatsing van het geslacht. Er werd gesuggereerd door verschillende auteurs van de jaren 1960 tot de jaren 1980 dat het een atoposauride was. In Xiao-Chun Wu's beschrijving van Shantungosuchus hangjinensis uit 1994 merkte hij echter op dat de botten meer op de familie Protosuchidae leken dan op Atoposauridae, en stelde voor om het als zodanig te classificeren.
Protosuchia is onlangs beschouwd als een parafyletische groep van vroege crocodyliformen. Protosuchia wordt nu gewoonlijk verdeeld in twee groepen: de basale familie Protosuchidae, een echte clade, en een groep basale crocodyliformen die nauwer verwant zijn aan Hsisosuchus en Mesoeucrocodylia. Clark et alii (2004) vonden Shantungosuchus als nauw verwant aan Mesoeucrocodylia en Buscalioni (2017) vond het geslacht in een clade met Sichuanosuchus en Shartegosuchidae, die formeel Shartegosuchoidea werd genoemd door Dollman et alii (2018) in hun beschrijving van een nieuw Shartegosuchus-exemplaar.

## Verspreiding en habitat
Shantungosuchus chuhsienensis is gevonden in de Mengyin-formatie uit het Vroeg-Krijt (Barremien-Aptien) in de provincie Shandong. Shantungosuchus hangjinensis is echter iets jonger en wordt gevonden in de lagere Luohandong-formatie uit het Vroeg-Krijt van Buiten-Mongolië, en Shantungosuchus brachycephalus kan ook in dezelfde regio zijn gevonden. De Luohandong-formatie geeft aanwijzingen voor de omgeving van Shantungosuchus. Bijvoorbeeld, Shantungosuchus hangjinensis deelde waarschijnlijk zijn leefgebied met vissen zoals Sinamia, de schildpad Ordosemys en het krokodilachtig reptiel Ikechosaurus, en verschillende soorten dinosauriërs, hoewel geen enkele tot op het niveau van het geslacht is geïdentificeerd.